# Space Marine
Gli Space Marines sono uno degli eserciti principali proposti nel gioco da tavolo Warhammer 40.000 (WH40K) creato dalla Games Workshop (del genere wargame tridimensionale), che fa largo uso di miniature o nei diversi videogiochi da esso derivati.
Questi sono presentati come tra i soldati più forti dell'Imperium degli uomini e sono soldati "super umani" geneticamente modificati, alcuni dei quali possiedono abilità psichiche e poteri mistici. Gli Space Marine furono creati dall'Imperatore per conquistare la galassia e difendere il genere umano da alieni e da forze oscure.
Gli Space Marine compaiono anche in altri giochi, come Epic e Inquisitor; il loro nuovo upgrade di regole è previsto per il periodo ottobre/novembre 2023.

## Caratteristiche
L'azienda Games Workshop ha dedicato molto tempo e molti sforzi per perfezionare tanti aspetti del proprio wargame con miniature soprattutto con un'ampia gamma di aggiornamenti, ma pure nel creare un'ambientazione coinvolgente ed oscura costruendo un universo immaginario di fantascienza e orrore dove si sviluppano i molti racconti e anche dei veri romanzi basati sul "background", pubblicati dalla Black Library.
Gli Space Marines sono tra le fazioni consigliate per i principianti del gioco, poiché sono semplici da usare in WH40K e da dipingere, ma tuttavia non mancano di appassionare anche i veterani, che possono sbizzarrirsi nella personalizzazione o nella riproduzione delle miniature con gruppi-capitoli particolari, ponendo una grande attenzione alla rappresentazione delle insegne, dei colori e dei tratti caratteristici.
Ci sarebbero, secondo la Games Workshop, circa 2 migliaia di Capitoli registrati di Space Marine, la maggior parte dei quali è strutturata secondo il "Codex Astartes", il grande e antico tomo che indica le tattiche di battaglia, l'organizzazione militare e le insegne di squadra dei Capitoli, redatto dal Primarca Robute Guilliman. Sono comunque giocabili molti loro eserciti con varianti alle regole del Codex Astartes come gli Angeli Sanguinari o i Lupi Siderali.

## Storia

### L'origine ed i Primarchi
Nel quarantunesimo millennio gli Space Marine sono tra i più forti soldati dell'Imperium, migliorati geneticamente e duramente addestrati secondo le sue dottrine combattive. Sono dei guerrieri organizzati in capitoli (pare che il loro numero sia compreso tra 989 e 1.021), ogni capitolo conta mille marine (Confratelli) e possiede un'organizzazione propria che lo rende indipendente dalle altre forze dell'Imperium del genere umano. Un capitolo è perfettamente in grado di affrontare qualsiasi situazione di guerra in maniera autonoma.
La fondazione dei capitoli degli Space Marine avvenne durante la Grande Crociata seguita alla diaspora dei primarchi, individui modificati geneticamente per essere superiori a qualsiasi altro individuo. Essi erano stati creati in laboratorio nel ventinovesimo millennio dal patrimonio genetico dell'Imperatore, ma furono dispersi nell'universo ancora bambini, pare dalle malevole forze del Warp decise ad impedire la conquista della galassia da parte dell'Imperatore, ma al riguardo non esiste alcuna registrazione negli Archivi Imperiali. Le tecniche di manipolazione del codice genetico erano conosciute già dal venticinquesimo millennio, e nel ventottesimo i primi soldati migliorati geneticamente, i Thunder Warriors, avevano aiutato l'Imperatore a conquistare la Terra. Quando l'Imperatore partì alla ricerca dei primarchi scomparsi, quei soldati vennero ulteriormente migliorati con il seme genetico dei primarchi stessi rendendoli potenzialmente immortali, poiché essi possono vivere finché non vengono uccisi. Seguirono l'Imperatore nella conquista della galassia, divisi in venti legioni, ognuna modificata con il seme di un solo primarca e forte di pare 100.000 uomini. Questo evento è noto come Prima Fondazione.
Da notare come la transizione tra i Thunder Warriors e gli Space Marines primogeniti non fu affatto pacifica: i Marines erano piu adatti a tutte le attività oltre il semplice combattere, inoltre i Thunder Warriors iniziarono a ribellarsi successivamente alla fine delle Guerre di Unificazione perdendo fiducia nell'Imperatore. Perciò iniziarono caccie e stermini di massa che culminarono nella battaglia del Monte Arrarat, dove i rimanenti Thunder warriors vennero trucidati dagli Adeptus Custodes e dalla Prima Legione.
Man mano che l'Imperatore esplorava la galassia, furono ritrovati i primarchi, diventati individui eccezionali e capi tra le popolazioni che li avevano adottati. L'Imperatore affidò ad ogni primarca il comando di una legione con l'ordine di riconquistare la galassia.
Un discorso a parte va fatto per i Cavalieri Grigi, il braccio militare dell'Ordo Malleus, per i quali pare che il loro primarca sia l'Imperatore stesso (cosa che spiegherebbe sia le loro doti in combattimento sia il fatto che tutti abbiano capacità psioniche enormi), e per la Legione dei Dannati, una misteriosa legione di Space Marine che appare sempre nelle battaglie e ne sparisce alla fine, senza mai chiedere elogi: si pensa infatti siano Space Marine mutati dal Warp o un'estensione spirituale della mente dell'Imperatore.

### La Grande Crociata e l'Eresia di Horus
Ne seguì un'epoca d'oro: la Grande Crociata indetta dall'Imperatore si rivelò un successo di proporzioni inimmaginabili, e gran parte dei pianeti ritornarono sotto il controllo dell'Imperium dell'Uomo. Tuttavia, molti mondi erano stati annessi ed era necessario che l'Imperatore ritornasse sulla Terra per consolidare il suo potere. Horus, primarca dei Lupi della Luna, cominciò a pensare che l'Imperatore avesse avuto paura e li avesse condannati a combattere la sua guerra. Le malevole potenze del Warp si fecero facilmente strada nella mente dubbiosa del primarca, spingendolo a ribellarsi. Quella che ne seguì fu una guerra civile di proporzioni immani, nota come Eresia di Horus, nella quale metà delle Legioni degli Space Marine si schierarono con il Grande Traditore. Horus fu infine sconfitto durante l'assedio del palazzo dell'Imperatore, dopo un epico combattimento sul suo incrociatore stellare, ma l'Imperatore stesso fu ferito a morte dal traditore e costretto a sopravvivere per mezzo di un arcano marchingegno, un grottesco insieme di campi di stasi che lo isolano dal tempo, chiamato il Trono d'Oro.

### Il riordino
Dopo la guerra civile, per evitare che un'altra rivolta potesse coinvolgere un così gran numero di forze, il primarca degli Ultramarine Roboute Guillman propose di mettere ordine nell'organizzazione militare dell'Adeptus Astartes (così è chiamato l'insieme dei capitoli degli Space Marine). Con la compilazione del Codex Astartes, un codice al quale si sarebbero dovuti attenere tutti gli Space Marine, ordinò che ogni legione fosse smembrata in capitoli di mille uomini ciascuno.
In questo modo ogni legione della Prima Fondazione generò dei capitoli successori indipendenti. Il Codex conteneva inoltre tutta una serie di dettagli riguardo alle tattiche, agli armamenti e alla strategia da usare durante i conflitti. Non tutti i capitoli seguono alla lettera il Codex Astartes: coloro che si sono specializzati in qualche tattica di guerra particolare sono chiamati capitoli divergenti, mentre altri capitoli come i Lupi Siderali, i Templari Neri oppure i Corvi Sanguinari hanno organizzazioni proprie alle volte molto diverse da quelle descritte nel Codex Astartes.
Nel corso dei millenni gli Space Marine sono stati protagonisti di molti sanguinosi conflitti: la Battaglia di Macragge, la Guerra di Armageddon, la Difesa del Cancello Cadiano, solo per citare le più note.

## Organizzazione

### Le Dieci Compagnie
Secondo il Codex Astartes, ogni Capitolo è suddiviso in 10 Compagnie, ognuna composta da 100 Space Marine. Ogni Compagnia è comandata da un Capitano. Il Capitolo è governato da un Gran Maestro Capitolare, lo Space Marine più saggio e potente che maggiormente incarna lo spirito del Capitolo. I 10 Capitani prendono pertanto ordini solo dal Maestro Capitolare.
Alcuni Capitoli (pochi per la verità) hanno il proprio Primo Capitano (ovvero il Capitano della 1ª Compagnia) anche come Maestro Capitolare. È un'eccezione sottile ma importante al Codex Astartes, in quanto il Maestro del Capitolo riveste il duplice ruolo di Comandante Supremo e comandante della 1ª Compagnia Veterana. Tra i Capitoli che seguono tale usanza vanno menzionati i Magli Scarlatti e le Salamandre.
La Prima Compagnia di un Capitolo è formata interamente da veterani, pertanto è spesso conosciuta come "Prima Compagnia Veterana". È composta dai Marine più forti e coraggiosi del Capitolo, coloro che sono riusciti a sopravvivere ad almeno tre Campagne portate a termine con successo. I membri di questa Compagnia hanno ricevuto tutti l'onore di scendere in battaglia rivestiti dalle antiche e riverite armature tattiche Terminator, anche se spesso vengono utilizzati come Squadre di Veterani della Guardia Risoluta (specializzati nel combattimento a fuoco, con munizioni speciali) e/o Veterani dell'Avanguardia (specializzati nel combattimento corpo a corpo). Il colore della Compagnia è il bianco (o l'Argento in rari casi) ed è riportato negli elmetti e nei bordi degli spallacci delle armature potenziate. È insolito (ma non raro) che la Prima Compagnia venga schierata per intero in una battaglia. Normalmente le sue Squadre Veterane vengono dislocate presso una delle Compagnie Operative, agli ordini del Capitano delle stesse, per affiancare e rafforzare la relativa Compagnia Operativa nel corso di una particolare Campagna.
La Seconda, la Terza, la Quarta e la Quinta Compagnia di un Capitolo sono chiamate Compagnie Operative. Sono le Compagnie che scendono in campo per prime e sostengono l'urto principale di una battaglia. Sono pertanto polivalenti, composte da Space Marine esperti e organizzate per poter fronteggiare ogni genere di situazione. Sono composte (oltre che dal Capitano e la sua Squadra Comando) da 6 Squadre Tattiche, 2 Squadre Assaltatrici e 2 Squadre Devastatrici. Gli Space Marine delle Compagnie Operative sono identificabili dal colore del bordo dello spallaccio delle loro armature potenziate: è l'oro (o il giallo) per la Seconda Compagnia, il rosso per la Terza Compagnia, il verde per la Quarta Compagnia e il nero per la Quinta Compagnia.
La Sesta, la Settima, l'Ottava e la Nona Compagnia di un Capitolo sono chiamate Compagnie di Riserva. Normalmente fungono da anticamera per sostituire le perdite subite dalle Compagnie Operative, e quando scendono in battaglia ricoprono ruoli specifici, quali coprire i fianchi delle Compagnie Operative, conquistare o tenere determinati obiettivi o fungere da seconda linea. Come le altre, sono guidate da un Capitano con la sua Squadra Comando; la Sesta e la Settima Compagnia sono composte poi da 10 Squadre Tattiche, l'Ottava Compagnia da 10 Squadre Assaltatrici e la Nona Compagnia da 10 Squadre Devastatrici. Gli Space Marine delle Compagnie di Riserva sono identificabili dal colore del bordo dello spallaccio delle loro armature potenziate: è il bronzo (o l'ottone) per la Sesta Compagnia, il viola (o il porpora) per la Settima Compagnia, il grigio per l'Ottava Compagnia e l'azzurro (o il blu) per la Nona Compagnia.
La Decima Compagnia, infine, è la Compagnia Esploratrice ed è composta da tutte le nuove reclute che aspirano a diventare Space Marine. Ancora in fase di addestramento, i membri di questa Compagnia non indossano ancora un'armatura potenziata, bensì un'armatura da Esploratore, più leggera e pratica e pertanto più adatta al tipo di missioni e compiti svolte da queste squadre di Space Marine, che sono di spionaggio, sabotaggio e infiltrazione. Nonostante il Codex Astartes fissi a 100 anche i membri di questa Compagnia, in realtà il suo numero è molto variabile, dato che lo è lo stesso reclutamento di un Capitolo.
Come già detto sopra, ogni Compagnia è comandata da un Capitano, che a sua volta è scortato e coadiuvato da una propria Squadra Comando. Ogni Squadra Comando è composta da 5 Space Marine scelti, uno dei quali è un Apotecario proveniente dall'Apotecharuim del Capitolo. L'Apotecario è uno Space Marine medico, esperto nel soccorrere e curare i confratelli della Compagnia, o recuperare il loro importante seme genetico quando cadono. Ne viene dislocato uno in ogni Squadra Comando delle 10 Compagnie. Il Capo Apotecario, invece, che è a capo dell'Apotecharium, non appartiene a nessuna Compagnia, ed è responsabile della purezza del seme genetico del Capitolo e soprassiede agli interventi medici più complessi, oltre che monitorare la trasformazione di una recluta umana in Space Marine. Gli Apotecari indossano sempre un elmetto bianco, o in alcuni casi l'intera armatura potenziata è dipinta di bianco.
Ogni Compagnia include infine un Cappellano. Il Cappellano è responsabile del benessere spirituale dei Confratelli, diffonde il credo Imperiale e fomenta o placa le emozioni degli altri Space Marine. A differenza degli altri membri del Capitolo, tutti i Cappellani indossano un'armatura potenziata nera (o Terminator nera nel caso del Cappellano della Prima Compagnia) e il loro elmo ha tradizionalmente la foggia di un teschio. Altri simboli del loro status sono il Crozius Arcanum (una mazza potenziata simbolo del loro credo) e il Rosarius, che li collega all'Ecclesiarchia Imperiale e incorpora al suo interno un potente campo di forza. Oltre ai dieci Cappellani dislocati nelle 10 Compagnie vi è il Maestro della Santità (anche se in alcuni Capitoli ha un titolo differente), che è a capo del Reclusium, ovvero a capo dei Cappellani del Capitolo e prima guida spirituale dello stesso. Il Maestro della Santità non appartiene a nessuna Compagnia.
Il Librarium è invece l'ufficio Capitolare custodito dai Bibliotecari. I Bibliotecari sono potenti Psionici custodi della storia e delle tradizioni del Capitolo. Sono uno scudo contro le malvagie manifestazioni psichiche del Warp, e accompagnano i Confratelli in battaglia proteggendoli con i loro devastanti poteri psionici. Il numero di Bibliotecari all'interno di un Capitolo è molto variabile. Alcuni Capitoli ne hanno un numero superiore rispetto ad altri, come nel caso dei Corvi Sanguinari, dei Teschi d'Argento o degli Angeli Oscuri. Altri Capitoli aborriscono i Bibliotecari e non ne includono nessuno tra le loro file, come ad esempio il Capitolo dei Templari Neri. Ad ogni modo, il Librarium è retto dal Capo Bibliotecario del Capitolo, tutti gli altri Bibliotecari sono inquadrati poi come Epistolanti (i più anziani e forti), Codicisti (livello medio) e Lexicanti (Reclute dei Bibliotecari). I Bibliotecari indossano sempre un'armatura potenziata blu (o Terminator blu nel caso vengano assegnati alla Prima Compagnia, ma devono essere come minimo Epistolanti). Lo spallaccio sinistro riporta il colore e l'araldica del Capitolo.

### Composizione militare
Il grosso del capitolo è costituito dalle squadre tattiche, formazioni composte da nove confratelli guerrieri e da un sergente, come stabilito dal Codex Astartes, ma in caso di gravi perdite durante le campagne prolungate è possibile che la composizione vari nel numero. La Squadra Tattica è la squadra più comune poiché è addestrata ad affrontare qualsiasi situazione sul campo di battaglia ed è dotata di una vasta scelta di armi, quali il cannone laser, il lanciamissili, il Requiem pesante, il cannone al plasma, il fucile al plasma, il fucile termico e il lanciafiamme.
Spesso le squadre tattiche vanno in battaglia a bordo di un veicolo da trasporto, che sia il Rhino (che può contenere fino a 10 Confratelli) o il Razorback (che contiene 6 Confratelli, ma che è dotato di armi pesanti, al contrario del Rhino) oppure ancora il Land Raider, equipaggiato con armi pesanti e abilitato anche al trasporto dei Terminator.
Il capitolo è comandato da un Maestro Capitolare che ne gestisce le risorse e coordina le azioni di guerra.
Altre figure di rilievo nel capitolo sono l'Apotecario e il Bibliotecario: il primo è uno Space Marine addestrato in modo da servire da medico sul campo e specializzato per il corpo a corpo, il secondo è un veterano con grandi poteri psionici che supporta le squadre tattiche e che si occupa anche di raccogliere ed esaminare i manufatti alieni rinvenuti sul campo.

### La Guardia d'Onore
Si tratta di una squadra piuttosto particolare. Formalmente il loro incarico è quello di proteggere gli ufficiali più importanti dei loro Capitoli (Maestro Capitolare, Capo Bibliotecario, Maestro della Santità); data la potenza dei soggetti "protetti", la Guardia sembrerebbe avere una funzione puramente cerimoniale. Tuttavia i membri della Guardia sono scelti solo tra i Marine più anziani ed esperti, al punto da fungere all'occorrenza da consulenti per i loro assistiti. La tradizione nacque durante la Grande Crociata, quando la Guardia d'Onore fungeva da scorta formale per il Primarca. 
Le Guardie d'Onore originali di cui è noto il nome erano le seguenti:
- Guardie Fenice: la scorta di Fulgrim. Indossavano armature Terminator e portavano alabarde cerimoniali. 
- Cerchio di Ferro: la scorta di Perturabo. Creata dopo l'Eresia, costituita di robot.
-Keshig: la scorta di Jaghatai Khan.
- Guardia del Lupo: la scorta di Leman Russ. All'interno della Legione sono chiamati Compagni o Thane. Bjorn il Monco è l'ultimo membro ancora vivo dell'originale scorta del Primarca.
- Fratellanza Templare: la scorta di Rogal Dorn. I più vicini al Primarca erano chiamati Huscarl. Il Maestro Sigismund dei Templari Neri fu Capitano della Fratellanza.
- Atramentar: la scorta di Konrad Curze. Morto il loro capitano Sevatar, la Guardia si è sciolta.
- Guardia Sanguinaria: la scorta di Sanguinius. Tranne il loro fondatore Azkaellon, i membri originari morirono tutti durante l'Eresia.
- Morlocks: la scorta di Ferrus Manus. Originari del Clan Avernii, coperti da armature Terminator, caduti tutti durante il massacro di Istvaan V.
- Divoratori: la scorta di Angron. Disprezzati dal Primarca, lo scarso servizio li rese molto rapidamente deboli e inefficaci.
- Guardia Invitta: la scorta di Roboute Guilliman.
- Sudario di Morte: la scorta di Mortarion. Espunti dai ranghi come caduti in battaglia, portavano armature Terminator, enormi falci e non potevano allontanarsi più di 49 passi dal Primarca.
- Sekhmet: la scorta di Magnus il Rosso. Portavano Armature Terminator ed erano estremamente calmi e disciplinati.
- Mournival: la scorta di Horus. Comandata da Ezekyle Abaddon.
- Gal Vorbak: la scorta di Lorgar. Primi Marines Posseduti della storia: avevano la capacità di mutare aspetto da umani a demoni a piacimento.
- Piroguardia: la scorta di Vulkan.
- Guardiani Ombra: la scorta di Corvus Corax. Sciolti dopo Istvaan V e ridivisi tra le Compagnie.
- Effrit: la guardia di Alpharius.

## Armamenti ed equipaggiamento tattico
Pur essendo dei guerrieri sovrumani addestrati a far fronte alla situazioni più disperate, gli Space Marine si trovano spesso a combattere in situazioni di inferiorità. Questo li costringe a combattere scontri intensi ma brevi, visto che non avrebbero la quantità di uomini necessari a sostenere una lunga guerra di trincea. Il modus operandi tipico di un esercito di Space Marine consiste nell'effettuare degli assalti planetari.
La flotta del capitolo si raduna attorno al pianeta, distruggendo le difese orbitali e cominciando a bombardare il suolo del pianeta per mettere fuori uso le postazioni difensive principali e le strutture principali. Poi le squadre tattiche vengono inviate sulla superficie per mezzo delle capsule d'atterraggio, mezzi da trasporto che vengono letteralmente sparati sul pianeta ad una velocità tale da risultare imprendibili alle difese antiaeree. Le squadre tattiche si occupano di eliminare tali difese mediante azioni di sabotaggio e occupare punti chiave in modo da consentire lo sbarco alle altre squadre tattiche e ai mezzi pesanti.
Imbarcati sulle Thunderhawk, il grosso delle forze degli Space Marine possono mettere piede sul suolo del pianeta e cominciare la loro sistematica opera di purificazione. In genere tutto quello che rimane dopo il passaggio degli Space Marine sono mucchi di cadaveri e macerie fumanti.
In situazioni in cui è necessario difendere un obiettivo, gli Space Marine preferiscono lasciare tali compiti a forze più specializzate e numerose come la Guardia Imperiale, mentre loro colpiscono il cuore del nemico con arditi attacchi a sorpresa e agguati.
Gli Space Marine usano una vasta gamma di armi, tuttavia gli equipaggiamenti caratteristici di un componente di una squadra tattica consistono nell'armatura potenziata e nel fucile Requiem. Altre armi opzionali consistono nel lanciafiamme, letale nel corpo a corpo e per demoralizzare i nemici, fucili al plasma in grado di perforare qualsiasi armatura e perciò letali contro fanteria pesante e persino veicoli leggeri, il Requiem pesante, versione letale del Requiem classico che ha una velocità di fuoco tripla anche se non la stessa maneggevolezza, o ancora il lanciamissili usabile anche contro veicoli avversari.
Tutti gli Space Marine hanno inoltre un'armatura potenziata e armi da combattimento ravvicinato, mentre solo alcuni hanno le speciali armature Terminator e equipaggiamenti aggiuntivi di inaudito potere.

### Il seme genetico
Ciò che rende gli Space Marine superiori a qualsiasi comune essere umano è il cosiddetto "seme genetico", un insieme di organi e impianti addizionali, ottenuti da altri Space Marine e inseriti tramite chirurgia nel corpo della recluta. Esistono diciannove impianti standard.
Gli impianti sarebbero:
- Cuore secondario- il preservatore
- Osteomorfo- il cuore di ferro
- Biscopea- la forgia della forza
- Emostame- il generatore di sangue
- Organo di Larraman- il guaritore
- Nodo catalettico- il non dormiente
- Preomaso- il neutralizzatore
- Omofagea- il rimembrante
- Multipolmone- l'imbibitore
- Lobo oftalmico- l'occhio della vendetta
- Orecchio di Lyman- la sentinella
- Membrana di An-sos- l'ibernatore
- Melanocromo- il produttore di melanina
- Rene Olistico- il purificatore
- Neuroglottide- il divoratore
- Mucranoide- il tessitore
- Ghiandole di Betcher- il morso venefico
- Progenoidi- i semi genetici
- Interfaccia- il carapace nero

#### Gli impianti
Dai tempi della Prima Fondazione i Marines hanno perso le conoscenze per creare nuovi o diversi impianti, o hanno visto il proprio capitolo perdere la capacità di adoperarne alcuni. I capitoli più "puri", che hanno ancora tutti gli impianti funzionali, sono i Cavalieri Grigi, gli Ultramarine e gli Angeli Oscuri. È interessante notare che, nel corso dei secoli, le operazioni necessarie all'impianto degli organi si sono trasformate in una sorta di rituale dai connotati religiosi. Come succede all'Adeptus Mechanicus, questo provoca spesso conseguenze indesiderate (la maggior parte degli organi viene impiantata senza alcuna anestesia) e inefficienze di tipo prettamente medico (spesso dopo la cerimonia si rendono necessarie complesse operazioni riparatrici), anche se le condizioni igienico-sanitarie sono lasciate volontariamente in stato di abbandono, anzi addirittura vengono immessi gas tossici per vedere se sopravvive e quindi capire se gli organi impiantati funzionino.
Gli organi vengono solitamente impiantati in quest'ordine:
1. Cuore secondario, il preservatore: è sempre il primo, in quanto il più semplice da installare. Questo secondo cuore incrementa pressione e flusso sanguigno; è in grado di sostituire interamente il cuore originario in caso di gravi danni e permette di sopravvivere in ambienti a bassa ossigenazione.
2. Osteomorfo, il cuore di ferro: quest'organo rilascia speciali ormoni che, abbinati a una dieta ad alto contenuto ceramico, rinforzano lo scheletro del Marine. Dopo due anni, lo scheletro avrà incrementato la sua resistenza in modo esponenziale. In particolare la gabbia toracica si trasforma in una massa solida, in grado di resistere anche a diversi tipi di proiettili.
3. Biscopea, la forgia della forza: impiantato nel torace, oltre che in caso di emergenza estrema fungere da terzo cuore, questo piccolo organo stimola la crescita muscolare.
4. Emostame, il generatore di sangue: inserito in un vaso sanguigno principale, quest'organo modifica la composizione del sangue, aumentando la capacità di trasportare ossigeno e nutrienti. Inoltre funge da regolatore di crescita per alcuni impianti successivi. Solitamente [2] [3] e [4] vengono impiantati contemporaneamente.
5. Organo di Larraman, il guaritore: le cellule di Larraman agiscono come piastrine estremamente efficienti. In caso di ferita, le cellule creano quasi istantaneamente uno spesso strato di tessuto cicatriziale. Questo permette di sopravvivere a gravi ferite combattendo emorragie ed infezioni.
6. Nodo catalettico, il non dormiente: inserito alla base del cranio, quest'organo permette al marine di sopravvivere se dovesse risultare impossibile dormire. In mancanza di riposo l'organo si attiva, permettendo al marine di "disattivare" alcune parti del cervello lasciando attive le altre. Una squadra dei Magli Scarlatti, tramite quest'organo, riuscì a rimanere attiva per 328 ore.
7. Preomaso, il neutralizzatore: inserito a monte dello stomaco, funge da camera di decontaminazione. Il marine può così nutrirsi di cibi normalmente immangiabili e resistere ai veleni.
8. Omofagea, il rimembrante: inserito nella colonna spinale, permette di estrarre sensazioni e memorie dal DNA attraverso la nutrizione. Un marine può quindi guadagnare informazioni utili su un mondo ostile semplicemente mangiando qualche animale di quel mondo. Può inoltre percepire le ultime sensazioni di un cadavere nutrendosi del suo cervello. Probabilmente sono malformazioni di quest'organo ad aver generato la tendenza ai rituali di cannibalismo tipici di alcuni capitoli.
9. Multipolmone, l'imbibitore: si tratta di un terzo polmone, collegato a uno sfintere nella trachea. In ambienti a bassissima ossigenazione, o contaminati da tossine, un apposito muscolo chiude le normali vie respiratorie e apre lo sfintere.
10. Lobo oftalmico, l'occhio della vendetta: quest'organo aumenta la capacità visiva del marine, permettendogli inoltre di vedere chiaramente in assenza di luce quasi totale.
11. Orecchio di Lyman, la sentinella: questo impianto rende il marine immune a nausea o perdita di equilibrio, consentendogli inoltre di filtrare ogni tipo di rumore bianco.
12. Membrana di An-sos, l'ibernatore: quest'organo, quando attivato, arresta il metabolismo e porta a uno stato di letargo. Il Marine cade in stato catatonico: per risvegliarlo sono necessari forti stimoli esterni. Se non viene risvegliato, il marine può sopravvivere in questo stato per centinaia di anni. I Magli dell'Imperatore hanno perso l'uso di questo impianto.
13. Melanocromo: inserito in diversi punti del sistema linfatico, altera la produzione di melanina, inscurendo la pella del marine in caso di forti radiazioni solari e proteggedolo da altre radiazioni elettromagnetiche; malfunzionamenti di questo impianto sono responsabili della pelle pallide degli Angeli Sanguinari e dei loro capitoli successori e della pelle molto scura delle Salamandre.
14. Rene Olistico, il purificatore: agendo insieme con il Preomaso, quest'organo filtra in modo molto efficiente le tossine del sangue. In caso di grave intossicazione, il cuore secondario e il rene operano una particolare procedura: il marine viene reso incosciente e il flusso sanguigno accelera, eliminando quei veleni in grado di superare il multipolmone.
15. Neuroglottide, il divoratore: quest'organo permette al marine di riconoscere un'ampia varietà di elementi chimici semplicemente usando il gusto.
16. Mucranoide, il tessitore: altera le ghiandole sudoripare. Con opportuni stimoli esterni, il marine secerne dalla pelle una sostanza oleosa, adatta a ripararlo dalle temperature estreme e in qualche misura dal vuoto dello spazio.
17. Ghiandole di Betcher, il morso venefico: impiantate in diversi punti del cavo orale, queste ghiandole trasformano la saliva del Marine in un potente acido velenoso, abbastanza forte da sciogliere il ferro. I Magli dell'Imperatore hanno perso l'uso di questo impianto.
18. Progenoidi, i semi genetici: si tratta dell'organo più prezioso. Impiantate nel collo e nel torace, le ghiandole maturano lentamente (rispettivamente cinque e dieci anni). Giunte a maturazione, possono essere estratte in qualsiasi momento. Ciò che le rende così importanti è il loro contenuto: ognuna di esse contiene una copia completa del seme genetico Capitolare (ogni marine quindi permette di crearne altri due). Questo spiega anche la lentezza nel ripristinare le perdite e la rarissima creazione di nuovi capitoli (nessuno avrà mai a disposizione 1000 Progenoidi di troppo!). In caso di emergenza le ghiandole immature vengono impiantate in apposite cavie (in genere Servitori paralizzati), ma il procedimento, appena più rapido, è brutale e inaffidabile. Tentativi di clonare il seme genetico hanno portato solo mutazioni orribili (vedi Guardia del Corvo).
19. Interfaccia, il carapace nero: ultimo e fondamentale impianto, questo materiale neuroreattivo viene inserito sotto la pelle del dorso. Dopo qualche ora si indurisce e si interfaccia con il sistema nervoso. Quando è completamente maturato, in esso vengono aperti canali per collegarlo con i sistemi dell'armatura potenziata. L'armatura in realtà funziona anche senza l'interfaccia, ma chi la usa non può raggiungerne il pieno potenziale.

La mutazione più rilevante è quella contenuta nel seme genetico dei Lupi Siderali. Prima di ricevere gli impianti, le nuove reclute bevono un preparato creato dal genoma del Primarca Leman Russ: questo fluido, definito Canis Helix, genera mutazioni speciali. I Lupi Siderali più anziani hanno sensi più acuti, ma presentano mutazioni estetiche di carattere canino (zanne allungate, crescita di una pelliccia, occhi gialli).

### L'armatura potenziata
Ogni Space Marine è dotato di un'armatura potenziata, costruita in solida ceramite, che lo protegge dalla maggior parte dei proiettili che lo colpiscono. Persino i colpi di grosso calibro rimbalzano innocui sulle sue piastre corazzate. Inoltre è dotata di servomeccanismi che rendono agevoli i movimenti e permettono ai marine di correre malgrado il notevole ingombro, di un respiratore utile in caso di atmosfere velenose, di comunicatore per coordinarsi con gli altri membri della squadra e autosensi, un meccanismo che permette allo Space Marine di avere una sorta di visione a 360 gradi dell'ambiente circostante. Lo zaino dell'armatura contiene la fonte di energia per tutti i sistemi e può essere ricaricata mediante pannelli solari retraibili; nello zaino è presente anche una riserva di un liquido altamente proteico che fornisce tutto il nutrimento necessario: in questo modo il marine può reintegrare le forze anche nel pieno della battaglia, senza essere costretto a fermarsi per mangiare e bere.

### Le armi
Il Requiem è un fucile di grosso calibro che spara proiettili autopropellenti chiamati "bolt", in grado di perforare le difese più resistenti e penetrare le corazze dei veicoli più leggeri. L'impugnatura di quest'arma è simile a quella di una pistola, in modo che si possa usare anche con una mano sola. Sebbene questa pratica sia sconsigliata dal Codex Astartes, vi sono capitoli di Space Marine che si addestrano appositamente per acquisire la necessaria dimestichezza. Del Requiem esiste anche una versione pesante, dotata di uno zaino/caricatore in grado di sviluppare un volume di fuoco maggiore. Oltre al Fucile Requiem, gli Space Marine sono soliti utilizzare altri tipi di armi per purificare i nemici dell'Imperatore, che sono diverse sia per dimensioni che per utilizzo all'interno del campo di battaglia (antifanteria, antifanteria pesante, demolire edifici ecc.). Questo è un elenco di alcune delle armi utilizzate:
- Cannone automatico
- Cannone d'assalto
- Cannone laser
- Cannone plasma, un cannone che spara palle di energia ad altissimo calore; a differenza del fucile plasma, il sistema è raffreddato automaticamente, evitando così la sua esplosione.
- Deathwind
- Demolisher
- Fucile a pompa, un fucile a pompa simile a quello reale, la differenza sta nel progetto più tozzo rispetto al reale.
- Fucile di precisione, già silenziato con gittata oltre i 2 chilometri. È una delle armi più antiche dell'arsenale, assieme a quelle al plasma.
- Fucile plasma, fucile che spara palle di energia incandescenti, il suo utilizzo è pericoloso poiché si surriscalda, cosa che lo fa esplodere.
- Fucile requiem
- Fucile termico
- Lanciafiamme (Astartes)
- Lanciafiamme pesante

### Le armature Terminator
Le armature tattiche corazzate, dette anche armature Terminator, sono costituite da più strati di ceramite rinforzata e costituiscono una difesa pressoché impenetrabile in grado di resistere anche all'impatto di un missile e ai colpi delle artiglierie pesanti.
Inoltre le armature Terminator sono dotate di servomeccanismi che permettono di annullare completamente il rinculo delle armi più pesanti. Spesso alcuni componenti delle squadre Terminator, per sfruttare al meglio questa caratteristica del loro equipaggiamento, scendono in battaglia maneggiando micidiali cannoni d'assalto o letali lanciamissili dorsali chiamati lanciamissili Ciclone, che sparano più missili piccoli ma precisi che puntano dritto al bersaglio.
Inoltre le armature Terminator permettono a chi le indossa di teletrasportarsi direttamente sul campo di battaglia dalle fortezze orbitali (potere speciale chiamato "attacco in profondità"), consentendo di sorprendere i nemici con letali imboscate e riversare su di loro micidiali piogge di proiettili.
Per il combattimento ravvicinato l'armamento standard è costituito dal letale maglio potenziato, un enorme guanto energizzato capace di fracassare corazze e ossa nella sua stretta e piegare persino le corazze più spesse, tuttavia le squadre specializzate nel corpo a corpo preferiscono dotarsi dei letali artigli fulmini o dei potenti martelli Tuono accoppiati con gli scudi Tempesta.
Nel XLI millennio, non esistono armature Terminator "nuove". Solo i magi più anziani dei Mondi Forgia, ormai decrepiti e morenti, sono in grado di costruire un'armatura Terminator, ma è molto difficile che abbiano a disposizione fondi considerevoli e decenni di tempo. Le armature dei capitoli sono in stato di costante riparazione; quelle troppo danneggiate o perdute vengono ricostruite con i resti di quelle distrutte in battaglia. Solo i capitoli più antichi e potenti sono in grado di schierare un organico completo di cento Terminator; i capitoli minori non hanno accesso a tante risorse e persino i Cavalieri Grigi sono spesso costretti a requisire le armature Terminator di altri capitoli.

### Armi da combattimento ravvicinato
I martelli Tuono, molto apprezzati dagli Space Marine dei capitoli delle Salamandre e dei Lupi Siderali, hanno una potenza distruttiva equivalente a quella di un maglio ad energia ma rilasciano anche una possente scarica elettrica che stordisce il nemico. Essi sono usati spesso in coppia con gli scudi Tempesta, placche di metallo corazzato dentro le quali è innestato un generatore di campo di forza. Neanche le lame potenziate riescono a penetrare una difesa tanto efficace.
Le spade a catena (o spade d'assalto) costituiscono l'ultimo pezzo di equipaggiamento standard per uno Space Marine. Esse sono delle sorta di motoseghe più lunghe e strette dotate di una catena con denti di diamante capace di tagliare il metallo. Quando è necessario ingaggiare il nemico in un più brutale e diretto scontro corpo a corpo, le spade a catena sono l'arma ideale: facili da produrre e riparare. I marine di grado elevato, come i sergenti e i capitani, preferiscono generalmente ricorrere alle armi potenziate: si tratta di armi come asce o spade, la cui lama è circondata da un campo energetico visibile che ne aumenta la potenza distruttiva e la protegge dai colpi che potrebbero danneggiarla. Tutti gli Space Marine dispongono comunque di un enorme pugnale in caso di emergenza, tuttavia non sono pochi i Marine che preferiscono sparare raffiche di Requiem a bruciapelo o usarlo come arma improvvisata. In ogni caso, essa trova largo impiego tra i coraggiosi componenti delle squadre assaltatrici e tra i componenti dei capitoli più orientati al combattimento corpo a corpo.

### Equipaggiamenti aggiuntivi
Gli Space Marine custodiscono nei loro arsenali anche preziose reliquie: ad esempio, il potente campo di forza noto come "aureola di ferro", riproduzione in metallo dello sfavillante campo di energia che circondava il capo dell'Imperatore; o il mantello adamantino, intrecciato con fili di metallo resistentissimi e benedetto dai cappellani del capitolo; o ancora le preziose armature dell'artefice, simili alle armature potenziate, costruite artigianalmente dagli adepti dell'Adeptus Mechanicus, che nascondono un potere protettivo inaudito, e spesso vengono portate dai più grandi e degni membri del capitolo.
Inoltre sono riservate ai comandanti più esperti e importanti alcune armi appartenute agli eroi del capitolo, forti di millenni di modifiche e riverite cure apportate dai techmarine.

## Veicoli
Anche se le corazze e le armi degli Space Marine rendono questi uomini più simili a una macchina da guerra che a un misero fante, essi non disdegnano l'uso di letali veicoli da combattimento.
- I Landspeeder (o VRL-Venator) sono agili e veloci veicoli a reazione. Dotati di armamenti anticarro o antifanteria, sono ottimi per attacchi mordi e fuggi e provocare scompiglio tra le linee nemiche; questi aeromobili difettano di protezione e sono perciò bersagli vulnerabili alle armi anticarro.
- I Predator costituiscono i carri principali da battaglia. La versione Annihilator e dotata di cannoni laser per ingaggiare bersagli particolarmente corazzati, la versione Destructor invece monta cannoni automatici e Requiem pesanti ad alto volume di fuoco per abbattere veicoli leggeri o ricoprire ruoli antifanteria; costituiscono la spina dorsale delle forze corazzate.
- Il Land Raider (o Testudo) è il veicolo corazzato più potente in dotazione agli Space Marine, ben armato e pesantemente corazzato, è una fortezza mobile in grado di trasportare le squadre di Space Marine nel fulcro della battaglia, dotato di armi anticarro è anche temibile come piattaforma di tiro. È il veicolo più potente ed avanzato dell'arsenale Space Marine. Le tre varianti più comuni sono: la God Hammer, dotata di una coppia di cannoni laser anticarro ed un mitragliatore Requiem, il Crusader, che sacrifica l'armamento pesante sostituendolo con due batterie di fucili Uragano ed un cannone d'assalto ma che guadagna una maggiore capacità di carico, e per finire la terza versione, dotata sempre di un cannone d'assalto ma che al posto degli Uragano monta due lanciafiamme per i combattimenti urbani.

- Il Rhino è il mulo da soma degli Space Marine: veicolo corazzato leggero da trasporto truppe, è il veicolo Space Marine più comune, il suo scopo è trasportare i marine in battaglia, per questo motivo l'armamento si limita ad un leggero Requiem d'assalto. È molto apprezzato dagli Space Marine per la sua resistenza e facilità di riparazione.
- Razorback, basato sullo scafo del Rhino, dimezza lo spazio di carico truppe per aggiungere una torretta dotata di un'arma pesante anticarro o fanteria.
- Hunter, sempre basato sullo scafo del Rhino, sacrifica totalmente la capacità di trasporto in favore di una corazzatura migliore e di un sistema d'arma antiaereo in grado di dare protezione contro eventuali attacchi aerei nemici.
- Whirlwind, ennesimo veicolo sviluppato dal Rhino, sacrifica totalmente la capacità di trasporto in favore di un sistema di razzi per il supporto d'artiglieria. Solitamente supporta l'avanzata degli Space Marine da posizioni arretrate grazie alla possibilità di fare fuoco indirettamente.
- Vindicator, veicolo pesante corazzato come il Predator ma che sacrifica torretta e piattaforme laterali in favore di un pesante cannone da demolizione montato nello scafo. Il Vindicator monta un enorme scudo frontale utilizzato per aprirsi la strada tra macerie ed ostacoli anticarro, è utilizzato dagli Space Marine per demolire i bastioni nemici prima degli assalti.
- Infine vi sono i possenti Dreadnought, veicoli cibernetici nel cui interno sono inumati eroi che sono stati feriti mortalmente in battaglia e non sono più in grado di combattere. Collegati tramite interfacce neurali ai comandi di questi bipodi corazzati, possono continuare a combattere per molte migliaia di anni. Tra gli eroi conosciuti che hanno ricevuto questo onore sono noti Bjorn Mano Mortale, ex-comandante dei Lupi Siderali, Ideaus Ferreus degli Ultramarine, Uriel Tunder degli Angeli Imperiali e Moriar il Prescelto degli Angeli Sanguinari. Molti assalti hanno inizio con un'ondata di Dreadnought che per primi insinuano un cuneo nelle difese del nemico. Un Dreadnought è una macchina da guerra enorme, pesa diverse tonnellate ed è alta come 3 uomini, dotata di una corazzatura in adamantio e ceramite invulnerabile a molte armi, dotata di grandi braccia metalliche con cui ridurre in poltiglia gli avversari. L'armamento varia da missione a missione. Il modello di supporto ravvicinato costituito da un cannone d'assalto e un maglio potenziato è la configurazione più comune, sebbene il cannone laser per dare la caccia ai corazzati o la combinazione multitermico-martello sismico per sfondare i bunker siano altrettanto spaventose.

## Legioni della Prima Fondazione
Quello che segue è l'elenco delle venti Legioni che vennero fondate dall'Imperatore in persona, dei mondi su cui avevano la base (tra parentesi quadre quelli ora distrutti) e dei Primarchi che ne assunsero il comando durante la Grande Crociata. Va notato che di due di esse non si hanno notizie: molte ipotesi sono state formulate dagli appassionati sul perché la loro memoria sia stata estirpata dagli archivi dell'Imperium, ma la Games Workshop non ha mai divulgato alcuna informazione al riguardo. Probabilmente non si saprà mai nulla di più, e le due Legioni mancanti servono solo a concedere agli appassionati un po' di spazio per esercitare la propria fantasia, nonché per accentuare l'idea che l'Eresia di Horus sia un evento la cui realtà storica si stempera nella leggenda.

### Legioni lealiste
| Nome della legione    | Pianeta natale [distrutto] | Primarca          |
| --------------------- | -------------------------- | ----------------- |
| Angeli Oscuri         | [Caliban]                  | Lion El'Jonson    |
| Angeli Sanguinari     | Baal                       | Sanguinius        |
| Furie Bianche         | Chogoris                   | Jaghatai Khan     |
| Guardia del Corvo     | Deliverance                | Corvus Corax      |
| Lupi Siderali         | Fenris                     | Leman Russ        |
| Magli dell'Imperatore | Terra (Inwit)              | Rogal Dorn        |
| Mani di Ferro         | Medusa                     | Ferrus Manus      |
| Salamandre            | Nocturne                   | Vulkan            |
| Ultramarine           | Macragge                   | Roboute Guilliman |

### Legioni traditrici
| Nome della legione         | Pianeta natale [distrutto] | Primarca                            |
| -------------------------- | -------------------------- | ----------------------------------- |
| Divoratori di Mondi        | [Nuceria]                  | Angron                              |
| Figli dell'Imperatore      | [Chemos]                   | Fulgrim                             |
| Guardia della Morte        | [Barbarus]                 | Mortarion                           |
| Guerrieri di Ferro         | [Olympia]                  | Perturabo                           |
| Legione Alfa               | [nessuna registrazione]    | Alpharius e Omegon                  |
| Lupi Lunari/Figli di Horus | [Cthonia]                  | Horus Lupercal (v. Eresia di Horus) |
| Predicatori                | [Colchis]                  | Lorgar Aurelian                     |
| Signori della Notte        | [Nostramo]                 | Konrad Curze                        |
| Stirpe dei Mille           | [Prospero]                 | Magnus il Rosso                     |

## Capitoli di seconda fondazione
Di seguito sono elencati i capitoli originati dalla scissione delle legioni lealiste di Space Marine in capitoli, in seguito all'applicazione del Codex Astartes durante la cosiddetta Seconda Fondazione:
- Angeli Oscuri: Angeli dell'Assoluzione, Angeli della Redenzione, Angeli della Vendetta, Sciabole del Leone.
- Angeli Sanguinari: Angeli Carmine, Angeli Sanguine, Angeli Vermigli, Supplizianti, Vampiri.
- Furie Bianche: Cacciatori, Iracondi, Distruttori, Signori della Tempesta, Falchi Solari.
- Guardia del Corvo: Guardia Nera, Furibondi, Predatori.
- Lupi Siderali: Fratelli del Lupo (estinto).
- Magli Imperiali: Magli Scarlatti, Templari Neri, Bevitori di Anime, Fists Exemplar, Escoriatori.
- Mani di Ferro: Artigli Rossi, Artigli di Bronzo.
- Salamandre: Nessuno conosciuto.
- Ultramarine: Novamarine, Figli di Orar, Figli di Guilliman, Consoli Bianchi, Consoli Neri, Patriarchi di Ulixis, Libatori, Pretori di Orpheus, Capitolo Genesi, Aquile d'Argento, Mortifactor, Iniziati, Teschi d'Argento, Capitolo Aurora, Guerrieri Aquila, Aquile del Fato, Serpenti di Ferro.

L'Apocrifa di Skaros scrive che ci furono 23 capitoli discendenti degli Ultramarine, ma non ne cita di tutti il nome. Quelli sopra indicati sono gli unici sicuri conosciuti.
Sono inoltre da ricordare i Cavalieri Grigi, creati a seguito dell'Eresia di Horus, iscritti nell'Adeptus Astartes e spesso al fianco dell'Ordo Malleus contro i demoni.
In epoche successive, sono stati creati altri capitoli successori nel corso di successive fondazioni.
Vi sono inoltre capitoli, come i Corvi Sanguinari, le cui origini sono avvolte nel mistero.